# Saubach
Saubach är en ortsteil i kommunen Finneland i Burgenlandkreis i förbundslandet Sachsen-Anhalt i Tyskland. Saubach var en kommun fram till den 1 juli 2009 när den uppgick i Finneland. Kommunen Saubach hade 684 invånare 2009.